# Persone di nome Leonard
| Questa pagina contiene informazioni ricavate automaticamente dalle voci biografiche con l'ausilio del template Bio e di un bot. L'aggiornamento è periodico e automatico e ricostruisce completamente la pagina. Se manca una persona in questa lista, sei pregato di non aggiungerla, ma accertati piuttosto che la sua voce biografica contenga il template Bio e che i dati anagrafici siano correttamente compilati. Se il template Bio manca, inseriscilo tu stesso o, in alternativa, metti l'avviso {{tmp\|Bio}} che ne segnala la mancanza. Se i dati riportati sono sbagliati, correggi direttamente la voce biografica; le modifiche saranno visibili in questa lista entro pochi giorni. Per chiarimenti vedi il progetto antroponimi. La lista contiene solo le 192 persone che sono citate nell'enciclopedia e per le quali è stato implementato correttamente il template Bio. Pagina aggiornata al 22 giu 2025. |

Questa è una lista di persone presenti nell'enciclopedia che hanno il nome Leonard, suddivise per attività principale.

## Allenatori di calcio(1)
- Len Goulden, allenatore di calcio e calciatore inglese (Londra, n. 1912 - † 1995)

## Allenatori di hockey su ghiaccio(1)
- Len Lunde, allenatore di hockey su ghiaccio e hockeista su ghiaccio canadese (Campbell River, n. 1936 - Edmonton, † 2010)

## Allenatori di pallacanestro(1)
- Lenny Sachs, allenatore di pallacanestro e giocatore di football americano statunitense (Chicago, n. 1897 - Chicago, † 1942)

## Ammiragli(1)
- Leonard Warren Murray, ammiraglio canadese (Granton, n. 1896 - Buxton, † 1971)

## Arcivescovi cattolici(2)
- Leonard Paul Blair, arcivescovo cattolico statunitense (Detroit, n. 1949)
- Leonard Neale, arcivescovo cattolico statunitense (Port Tobacco, n. 1746 - Baltimora, † 1817)

## Artisti(1)
- Leonard Knight, artista statunitense (Vermont, n. 1931 - Contea di San Diego, † 2014)

## Assassini seriali(2)
- Leonard Fraser, serial killer australiano (Ingham, n. 1951 - Brisbane, † 2007)
- Leonard Lake, serial killer statunitense (San Francisco, n. 1945 - San Francisco, † 1985)

## Astronomi(1)
- Leonard Kornoš, astronomo slovacco (n. 1956)

## Attivisti(2)
- Leonard Matlovich, attivista e militare statunitense (Savannah, n. 1943 - West Hollywood, † 1988)
- Leonard Peltier, attivista statunitense (Grand Forks, n. 1944)

## Attori(18)
- Lenny Baker, attore statunitense (Boston, n. 1945 - Hallandale Beach, † 1982)
- Len Birman, attore canadese (Montréal, n. 1932 - California, † 2023)
- Len Cariou, attore canadese (Saint Boniface, n. 1939)
- Leonard Crofoot, attore statunitense (Utica, n. 1948)
- Lee Curreri, attore e musicista statunitense (New York, n. 1961)
- Leonard Frey, attore statunitense (Brooklyn, n. 1938 - New York, † 1988)
- Leonard Harris, attore, scrittore e critico cinematografico statunitense (Bronx, n. 1929 - Hartford, † 2011)
- Mark Lenard, attore statunitense (Chicago, n. 1924 - New York, † 1996)
- Leonard Lightfoot, attore statunitense (Carlisle, n. 1947)
- Lenny McLean, attore e pugile inglese (Hoxton, n. 1949 - Bexley, † 1998)
- Leonard Mudie, attore britannico (Cheetham, n. 1883 - Hollywood, † 1965)
- Leonard Nimoy, attore, regista e sceneggiatore statunitense (Boston, n. 1931 - Los Angeles, † 2015)
- Leonard Roberts, attore statunitense (Saint Louis, n. 1972)
- Leonard Rossiter, attore britannico (Liverpool, n. 1926 - Londra, † 1984)
- Leonard Sachs, attore sudafricano (Roodepoort, n. 1909 - Londra, † 1990)
- Leonard Scheicher, attore tedesco (Berlino, n. 1992)
- Leonard Stone, attore statunitense (Salem, n. 1923 - Encinitas, † 2011)
- Leonard Whiting, attore britannico (Londra, n. 1950)

## Baritoni(1)
- Leonard Warren, baritono statunitense (New York, n. 1911 - New York, † 1960)

## Batteristi(1)
- Lenny White, batterista statunitense (New York, n. 1949)

## Biologi(1)
- Leonard Lerman, biologo statunitense (n. 1925 - † 2012)

## Calciatori(21)
- Leonard Adamov, calciatore sovietico (Odessa, n. 1941 - Minsk, † 1977)
- Len Allchurch, calciatore gallese (Swansea, n. 1933 - Swansea, † 2016)
- Leonard Bisaku, ex calciatore croato (Zagabria, n. 1974)
- Leo Bosschart, calciatore olandese (Banda Aceh, n. 1888 - Hoboken, † 1951)
- Len Capewell, calciatore inglese (Bordesley Green, n. 1895 - † 1978)
- Len Davies, calciatore e allenatore di calcio gallese (Cardiff, n. 1899 - Prescot, † 1945)
- Leonard Dawe, calciatore inglese (Brentford, n. 1889 - Acton, † 1963)
- Trevor Edwards, calciatore gallese (Rhondda, n. 1937 - Queensland, † 2024)
- Leo Halle, calciatore olandese (Deventer, n. 1906 - Deventer, † 1992)
- Leonard Howell, calciatore e crickettista inglese (Herne Hill, n. 1848 - Losanna, † 1895)
- Leonard Mesarić, ex calciatore croato (Zagabria, n. 1983)
- Leonard Nienhuis, calciatore olandese (Groninga, n. 1990)
- Leonard Owusu, calciatore ghanese (Accra, n. 1997)
- Len Phillips, calciatore inglese (Shoreditch, n. 1922 - Portsmouth, † 2011)
- Leonard Piontek, calciatore polacco (Królewska Huta, n. 1913 - Chorzów, † 1967)
- Len Shackleton, calciatore britannico (Bradford, n. 1922 - Grange-over-Sands, † 2000)
- Leonard Tsipa, ex calciatore zimbabwese (Salisbury, n. 1982)
- Leonard van Utrecht, ex calciatore olandese (Noordwijk, n. 1969)
- Len White, calciatore inglese (Skellow, n. 1930 - Huddersfield, † 1994)
- Len Wills, calciatore inglese (Hackney, n. 1927 - Essex, † 2010)
- Leonard Žuta, calciatore svedese (Göteborg, n. 1992)

## Cantanti(1)
- Len Barry, cantante statunitense (Filadelfia, n. 1942 - Filadelfia, † 2020)

## Cantautori(2)
- Leonard Cohen, cantautore e poeta canadese (Montréal, n. 1934 - Los Angeles, † 2016)
- Lenny Kravitz, cantautore, polistrumentista e produttore discografico statunitense (New York, n. 1964)

## Cestisti(19)
- Leonard Allen, ex cestista statunitense (Port Arthur, n. 1963)
- Chink Alterman, cestista statunitense (Denver, n. 1922 - Denver, † 2009)
- Len Bias, cestista statunitense (Landover, n. 1963 - Riverdale Park, † 1986)
- Len Chappell, cestista statunitense (Portage, n. 1941 - Oconomowoc, † 2018)
- Len Elmore, ex cestista statunitense (New York, n. 1952)
- Leonard Gray, cestista statunitense (Kansas City, n. 1951 - Brown Mills, † 2006)
- Lee Knorek, cestista statunitense (Rossford, n. 1921 - Rossford, † 2003)
- Len Kosmalski, ex cestista statunitense (Cleveland, n. 1951)
- Len Matela, ex cestista statunitense (Merrillville, n. 1980)
- Leonard Miller, cestista canadese (Toronto, n. 2003)
- Leonard Mitchell, ex cestista statunitense (Lafayette, n. 1960)
- Len Rader, cestista statunitense (Brooklyn, n. 1921 - Margate, † 1996)
- Craig Randall II, cestista statunitense (Youngstown, n. 1996)
- Truck Robinson, ex cestista e allenatore di pallacanestro statunitense (Jacksonville, n. 1951)
- Lennie Rosenbluth, cestista statunitense (New York, n. 1933 - † 2022)
- Leonard Stokes, ex cestista statunitense (Buffalo, n. 1981)
- Leonard White, ex cestista statunitense (Century, n. 1971)
- Ed Wild, cestista canadese (Vancouver, n. 1935 - † 2020)
- Lenny Wilkens, ex cestista, allenatore di pallacanestro e dirigente sportivo statunitense (Brooklyn, n. 1937)

## Chirurghi(1)
- Leonard L. Bailey, chirurgo statunitense (Takoma Park, n. 1942 - Redlands, † 2019)

## Chitarristi(1)
- Lenny Breau, chitarrista statunitense (Auburn, n. 1941 - Los Angeles, † 1984)

## Ciclisti su strada(1)
- Leonard Meredith, ciclista su strada e pistard britannico (n. 1882 - Davos, † 1930)

## Comici(2)
- Lenny Bruce, comico e cabarettista statunitense (Mineola, n. 1925 - Los Angeles, † 1966)
- Chico Marx, comico, attore e pianista statunitense (New York, n. 1887 - Hollywood, † 1961)

## Compositori(3)
- Leonard Meldert, compositore e organista fiammingo (Orvieto, † 1610)
- Lennie Niehaus, compositore e sassofonista statunitense (Saint Louis, n. 1929 - Redlands, † 2020)
- Leonard Rosenman, compositore statunitense (New York, n. 1924 - Los Angeles, † 2008)

## Compositori di scacchi(1)
- Leonard Nicolaas de Jong, compositore di scacchi olandese (Utrecht, n. 1869 - Utrecht, † 1937)

## Contrabbassisti(1)
- Leonard Gaskin, contrabbassista statunitense (New York, n. 1920 - † 2009)

## Critici cinematografici(1)
- Leonard Maltin, critico cinematografico statunitense (New York, n. 1950)

## Direttori d'orchestra(2)
- Leonard Bernstein, direttore d'orchestra, compositore e pianista statunitense (Lawrence, n. 1918 - New York, † 1990)
- Leonard Slatkin, direttore d'orchestra statunitense (Los Angeles, n. 1944)

## Direttori di coro(1)
- Leonard De Paur, direttore di coro, direttore d'orchestra e compositore statunitense (Summit, n. 1914 - Manhattan, † 1998)

## Dirigenti sportivi(1)
- Leonard Cuff, dirigente sportivo, lunghista e crickettista neozelandese (Christchurch, n. 1866 - Launceston, † 1954)

## Economisti(1)
- Leonard Orban, economista e politico romeno (Brașov, n. 1961)

## Editori(1)
- Leonard Smithers, editore inglese (Sheffield, n. 1861 - † 1907)

## Filosofi(1)
- Leonard Nelson, filosofo e matematico tedesco (Berlino, n. 1882 - Gottinga, † 1927)

## Fisici(3)
- Leonard Huxley, fisico australiano (Londra, n. 1902 - Londra, † 1988)
- Leonard Mlodinow, fisico, scrittore e sceneggiatore statunitense (Chicago, n. 1954)
- Leonard Susskind, fisico statunitense (New York, n. 1940)

## Fisiologi(1)
- Leonard Landois, fisiologo tedesco (Münster, n. 1837 - Greifswald, † 1902)

## Fotografi(2)
- David Hamilton, fotografo e regista britannico (Londra, n. 1933 - Parigi, † 2016)
- Leonard von Matt, fotografo svizzero (Stans, n. 1909 - Wolfenschiessen, † 1988)

## Fotoreporter(1)
- Leonard Freed, fotoreporter statunitense (New York, n. 1929 - Garrison, † 2006)

## Generali(3)
- Leonard Gerow, generale statunitense (Petersburg, n. 1888 - † 1972)
- Leonard Mociulschi, generale rumeno (Siminicea, n. 1889 - Brașov, † 1979)
- Leonard Skierski, generale polacco (Stopnica, n. 1866 - Charkiv, † 1940)

## Ginnasti(3)
- Len Hanson, ginnasta britannico (Bradford, n. 1887 - Bradford, † 1949)
- Leo Hunger, ginnasta e multiplista statunitense (Minneapolis, n. 1880 - Dousman, † 1956)
- Leonard Peterson, ginnasta svedese (n. 1885 - † 1956)

## Giocatori di football americano(16)
- Ray Brown, ex giocatore di football americano statunitense (Marion, n. 1968)
- Leonard Coleman, ex giocatore di football americano statunitense (Boynton Beach, n. 1962)
- Leonard Davis, giocatore di football americano statunitense (Wortham, n. 1978)
- Len Dawson, giocatore di football americano statunitense (Alliance, n. 1935 - Kansas City, † 2022)
- Leonard Floyd, giocatore di football americano statunitense (Atlanta, n. 1992)
- Len Ford, giocatore di football americano e cestista statunitense (Washington, n. 1926 - Detroit, † 1972)
- Leonard Fournette, giocatore di football americano statunitense (New Orleans, n. 1995)
- Leonard Greene, ex giocatore di football americano tedesco (Darmstadt, n. 1980)
- Leonard Hankerson, giocatore di football americano statunitense (Fort Lauderdale, n. 1989)
- Leonard Johnson, giocatore di football americano statunitense (Clearwater, n. 1990)
- Lenny Moore, ex giocatore di football americano statunitense (Reading, n. 1933)
- Leonard Renfro, ex giocatore di football americano statunitense (Detroit Lions, n. 1970)
- Leonard Russell, ex giocatore di football americano statunitense (Long Beach, n. 1969)
- Leonard Smith, ex giocatore di football americano statunitense (New Orleans, n. 1960)
- Leonard Weaver, ex giocatore di football americano statunitense (Cocoa, n. 1982)
- Leonard Williams, giocatore di football americano statunitense (Bakersfield, n. 1994)

## Giornalisti(1)
- Leonard Feather, giornalista e pianista britannico (Londra, n. 1914 - Sherman Oaks, † 1994)

## Hockeisti su ghiaccio(1)
- Red Kelly, hockeista su ghiaccio e allenatore di hockey su ghiaccio canadese (Simcoe, n. 1927 - Toronto, † 2019)

## Imprenditori(2)
- Leonard Riggio, imprenditore, filantropo e allevatore statunitense (New York City, n. 1941 - New York City, † 2024)
- Leonard Williams, imprenditore britannico (Ealing, n. 1919 - † 2007)

## Incisori(1)
- Leonard Schenck, incisore, disegnatore e editore olandese (Amsterdam, n. 1696 - Amsterdam, † 1767)

## Informatici(1)
- Leonard Kleinrock, informatico statunitense (New York, n. 1934)

## Insegnanti(1)
- Leonard Huxley, docente, biografo e editore britannico (n. 1860 - † 1933)

## Ittiologi(1)
- Leonard Compagno, ittiologo statunitense (n. 1943 - † 2024)

## Linguisti(1)
- Leonard Bloomfield, linguista statunitense (Chicago, n. 1887 - New Haven, † 1949)

## Maratoneti(1)
- Leonard Langat, maratoneta e mezzofondista keniota (n. 1990)

## Matematici(6)
- Leonard Adleman, matematico, informatico e biologo statunitense (San Francisco, n. 1945)
- Leonard Eugene Dickson, matematico statunitense (Independence, n. 1874 - Harlingen, † 1954)
- Leonard Digges, matematico inglese (n. 1515 - † 1559)
- Leonard James Rogers, matematico britannico (Oxford, n. 1862 - Oxford, † 1933)
- Chris Rogers, matematico neozelandese (Lower Hutt, n. 1954)
- Leonard Jimmie Savage, matematico e statistico statunitense (Detroit, n. 1917 - New Haven, † 1971)

## Medici(1)
- Leonard Wood, medico, generale e politico statunitense (Winchester, n. 1860 - Boston, † 1927)

## Meteorologi(1)
- Leonard Hussey, meteorologo e esploratore britannico (Leytonstone, n. 1891 - Londra, † 1964)

## Mezzofondisti(1)
- Leonard Komon, mezzofondista e maratoneta keniota (Mount Elgon, n. 1988)

## Militari(1)
- Leonard Birchall, militare canadese (St. Catharines, n. 1915 - Kingston, † 2004)

## Nobili(1)
- Leonard Grey, I visconte Grane, nobile e politico inglese (n. 1478 - Londra, † 1541)

## Numismatici(1)
- Leonard Forrer, numismatico svizzero (Winterthur, n. 1869 - Bromley, † 1953)

## Ostacolisti(1)
- Jimmy Tremeer, ostacolista e giavellottista britannico (Barnstaple, n. 1874 - Guildford, † 1951)

## Pallanuotisti(2)
- Max Gumpel, pallanuotista e nuotatore svedese (Stoccolma, n. 1890 - Stoccolma, † 1965)
- Leon Wiegard, ex pallanuotista australiano (n. 1939)

## Pedagogisti(1)
- Leonard Covello, pedagogista italiano (Avigliano, n. 1887 - Messina, † 1982)

## Pianisti(2)
- Leonard Borwick, pianista inglese (Walthamstow, n. 1868 - Le Mans, † 1925)
- Lennie Tristano, pianista e compositore statunitense (Chicago, n. 1919 - New York, † 1978)

## Piloti automobilistici(1)
- Len Duncan, pilota automobilistico statunitense (Brooklyn, n. 1911 - Lansdale, † 1998)

## Pistard(2)
- Leo Larson, pistard statunitense
- Leonard Nitz, ex pistard statunitense (Hamilton, n. 1956)

## Poeti(1)
- Leonard Bacon, poeta, critico letterario e traduttore statunitense (Solvay, n. 1887 - Peace Dale, † 1954)

## Politici(7)
- Leonard Boswell, politico e militare statunitense (Contea di Harrison, n. 1934 - Des Moines, † 2018)
- James Callaghan, politico e militare britannico (Portsmouth, n. 1912 - Lewes, † 2005)
- Leonard James Farwell, politico statunitense (Watertown, n. 1819 - Grant City, † 1889)
- Leonard Lance, politico statunitense (Easton, n. 1952)
- Leonard Helfried von Meggau, politico e nobile austriaco (Bad Kreuzen, n. 1577 - Grein, † 1644)
- Leonard Petrosyan, politico karabakho (Martowni, n. 1953 - Erevan, † 1999)
- Leo Tindemans, politico belga (Zwijndrecht, n. 1922 - Edegem, † 2014)

## Predicatori(1)
- Leonard Howell, predicatore giamaicano (May Crawle River, n. 1898 - Kingston, † 1981)

## Produttori discografici(2)
- Leonard Chess, produttore discografico statunitense (Motal, n. 1917 - Chicago, † 1969)
- Leonard Chin, produttore discografico giamaicano (Kingston, n. 1953)

## Produttori televisivi(1)
- Leonard Goldberg, produttore televisivo e produttore cinematografico statunitense (New York, n. 1934 - Los Angeles, † 2019)

## Psicologi(1)
- Leonard Carmichael, psicologo statunitense (Filadelfia, n. 1898 - † 1973)

## Pugili(4)
- Leonard Bundu, ex pugile sierraleonese (Freetown, n. 1974)
- Leonard Doroftei, ex pugile rumeno (Ploiești, n. 1970)
- Leonard Leisching, pugile sudafricano (Johannesburg, n. 1934 - † 2018)
- Leo Randolph, ex pugile statunitense (n. 1958)

## Rapper(1)
- S1mba, rapper zimbabwese (Harare, n. 1999)

## Registi(1)
- Leopold Wharton, regista e produttore cinematografico britannico (Manchester, n. 1870 - † 1927)

## Registi teatrali(1)
- Leonard Foglia, regista teatrale, librettista e romanziere statunitense (n. 1954)

## Religiosi(1)
- Leonard Bacon, religioso statunitense (Detroit, n. 1802 - New Haven, † 1881)

## Saggisti(1)
- Leonard Stringfield, saggista statunitense (n. 1920 - † 1994)

## Scacchisti(1)
- Leonard Barden, scacchista e giornalista britannico (Croydon, n. 1929)

## Scrittori(4)
- Len Deighton, scrittore inglese (Londra, n. 1929)
- Leonard Michaels, scrittore statunitense (New York, n. 1933 - Berkeley, † 2003)
- Jules Sandeau, scrittore francese (Aubusson, n. 1811 - Parigi, † 1883)
- Leonard Woolf, scrittore, editore e giornalista britannico (Londra, n. 1880 - Rodmell, † 1969)

## Scrittori di fantascienza(1)
- Lester del Rey, autore di fantascienza, curatore editoriale e critico letterario statunitense (Saratoga, n. 1915 - New York, † 1993)

## Sociologi(1)
- Leonard Trelawny Hobhouse, sociologo britannico (Liskeard, n. 1864 - Alençon, † 1929)

## Statistici(1)
- Leonard Henry Caleb Tippett, statistico britannico (Londra, n. 1902 - Saint Austell, † 1985)

## Storici(2)
- Leonard Dupee White, storico statunitense (Acton, n. 1891 - Chicago, † 1958)
- Leonard Schapiro, storico britannico (Glasgow, n. 1908 - Londra, † 1983)

## Tastieristi(1)
- Leonard Shaw, tastierista, polistrumentista e compositore canadese (Winnipeg, n. 1949)

## Velocisti(2)
- Leon Gregory, ex velocista australiano (n. 1932)
- Leonard Scott, velocista statunitense (Zachary, n. 1980)

## Violoncellisti(1)
- Leonard Rose, violoncellista statunitense (Washington, n. 1918 - White Plains, † 1984)

## Wrestler(1)
- Lenny Lane, wrestler statunitense (Duluth, n. 1970)

## Zoologi(1)
- Leonard Harrison Matthews, zoologo britannico (Bristol, n. 1901 - † 1986)